# Pixie

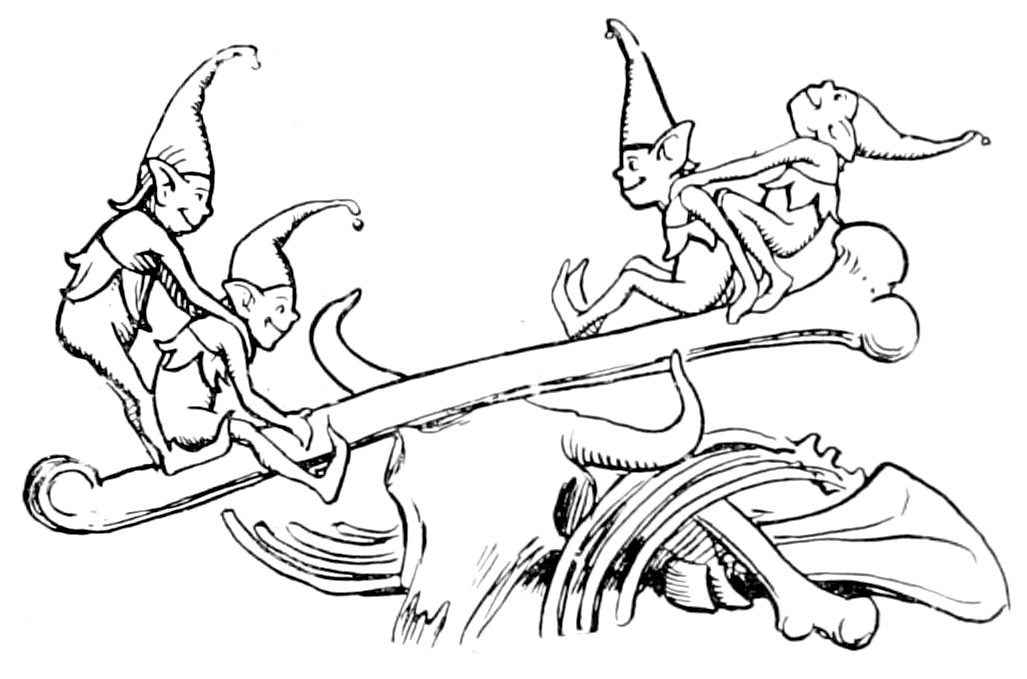
Pixie bawiące się na szkielecie krowy narysowane przez Johna D. Battena w 1894 r.

Pixie (również Pixy, Pixi, w Kornwalii – pigsie) – w brytyjskim folklorze małe postaci obdarzone magiczną mocą zamieszkałe głównie na południu Anglii, w Devonie i Kornwalii, co sugeruje ich celtyckie pochodzenie i nazwę. W opisach z epoki wiktoriańskiej zwykle pojawiają się ze spiczastymi uszami, w zielonym stroju i spiczastym kapeluszu. W niektórych opisach oczy mają zwrócone ku górze. We współczesnym użyciu wyraz pixie jest bliskoznaczny z pojęciem wróżki, jednak w folklorze rasy te były ze sobą skłócone. Najbliższym polskim odpowiednikiem oryginalnego znaczenia będzie krasnoludek.
Podobnie jak irlandzkie i szkockie Sídhe, uważa się, że pixie zamieszkują starożytne miejsca, związane z kultem zmarłych, takie jak kamienne kręgi, kurhany, dolmeny, ringforty lub menhiry.
Według tradycji są zwykle łagodne, psotne, niedojrzałe i zachowujące się dziecinnie. Lubią tańczyć, szczególnie na zewnątrz, w dużych grupach. Zdarza im się siłować, podobnie jak robi się to na przykład w trakcie wywodzącego się ze średniowiecza Fest-noz.

## Etymologia

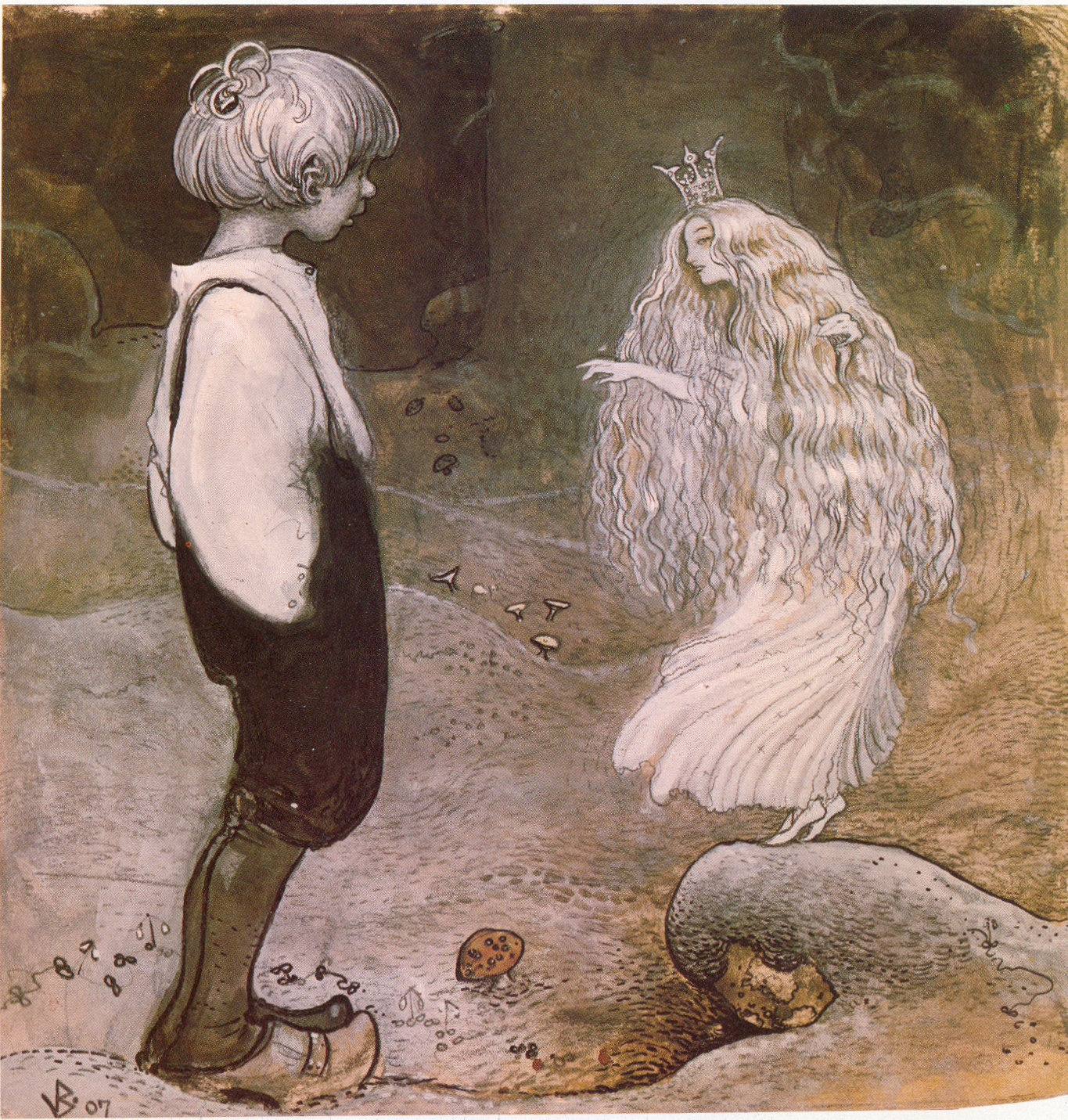
Ilustracja Johna Bauera ze zbioru opowiadań dla dzieci Among pixies and trolls

Słowo zostało użyte po raz pierwszy ok. roku 1630 a jego etymologia jest niejasna. Prawdopodobnie pochodzi od szwedzkiego słowa pyske oznaczającego małą wróżkę, choć pochodzenie z zachodu Anglii może wskazywać na genezę celtycką aczkolwiek celtycki pierwowzór nie jest znany.

### Kornwalia i Devon
Przed pierwszą połową XIX wieku, ludzie powszechnie wierzyli w istnienie pixie i innych wróżek na obszarach Kornwalii i Devon. W książkach poświęconym ludowym wierzeniom chłopstwa można znaleźć mnóstwo przykładów najróżniejszych wydarzeń manifestujących obecność pixie. Co więcej nawet niektóre z miejsc znajdujące się na terenach obu hrabstw zostały nazwane imionami owych wróżek. W Devon, niedaleko Challacombe, można znaleźć zespół skał, które swoją nazwę wzięły od psotliwych wróżek, które rzekomo miały pomieszkiwać w ich okolicy. W Trevose Head w Kornwalii z kolei, mówiono, że miało tam miejsce spotkanie 600 pixie, które śmiały się i tańczyły w kole, które pojawiło się w trawie, aż do momentu, kiedy jeden z nich, zwany Omfra, zgubił swój śmiech. Szukał go pośród beczułek starożytnego króla Kornwalii na St Breock Downs, przeszukiwał także bezdenne Dozmary Pool w Bodmin Moor aż w końcu jego śmiech został mu przywrócony przez samego Króla Artura w postaci wrończyka.
W legendach Dartmoor, pixie przebierały się w łachmany, żeby omamić dzieci i wciągnąć do zabawy. Wróżki Dartmoor uwielbiają muzykę i tańce, a także jazdę na charakterystycznych źrebakach z owych terenów. Są raczej pomocne ludziom, czasem przychodzą do wdów w potrzebie i innych ludzi, którzy potrzebują pomocy w porządkach domowych. Mają jednak także złą reputację, gdyż bywa, iż zwodzą podróżnych („being pixiy-led”). W takim wypadku podróżny powinien wywrócić swój płaszcz na lewą stronę. W Devon, wróżki są niezwykle malutkie, nieszkodliwe i przyjazne człowiekowi.
Za królową kornwalijskich pixie uznaje się Joan the Wad (in. pochodnia); ma ona być uosobieniem szczęścia lub przynosząca szczęście.
W niektórych legendach i historycznych zapisach, wróżki są przedstawiane jako postaci o ludzkiej wysokości. Na przykład członek rodziny Elford z Tavistock w Devon, ukrył się przez pościgiem Cromwella w domu pixie. Choć z czasem wejście się zmniejszyło to wejście do jaskini Sheep Tor, domu wróżki, jest nadal możliwe.
W Buckland St. Mary w Somerset (hrabstwo sąsiadujące z Devon), wierzono, że pixie i reszta wróżek ze sobą walczyły. Tam, pixie nadal zamieszkują owe tereny, a inne wróżki odeszły po przegranej.
Na początku XIX wieku kontakty z wróżkami się urwały. W książce Samuela Drew’a z 1824 roku, można znaleźć taką informację: „The age of pixies, like that of chivalry, is gone. There is, perhaps, at present hardly a house they are reputed to visit. Even the fields and lanes which they formerly frequented seem to be nearly forsaken. Their music is rarely heard.” („Wiek pixie, tak samo jak rycerstwa, odszedł w zapomnienie. Teraz, prawdopodobnie, nie ma już domu, do którego zaglądają. Zniknęły nawet z pól i dróg, które dawniej tak często odwiedzały. Z rzadka jest słyszalna ich muzyka”).
W niektórych regionach nadal jednak utrzymuje się wiara w nie. Przykładem, gdzie ponad 60% społeczeństwa nadal traktuje wróżki poważnie jest Islandia.

### Dzień Pixie
Dzień Pixi jest starą tradycją, która ma miejsce co roku we wschodniej części Devon, w miasteczku Ottery St. Mary w czerwcu. Dzień ten ma upamiętniać wygnanie wróżek z miasteczka do pobliskiej jaskini zwanej „Pixie’s Parlour”.
Legenda dnia Pixi wywodzi się z czasów, kiedy chrześcijaństwo było nową religią na ziemiach brytyjskich i gdy miejscowy biskup zdecydował wybudować kościół w Otteri (in. Ottery St. Mary). Do świątyni miały zostać przetransportowane przez mnichów dzwony z Walii. Pixie słysząc nowinę zaczęły się martwić, zdając sobie sprawę, że obecność dzwonów w miasteczku wyznaczy kres ich panowania na okolicznych ziemiach. Rzuciły więc zaklęcie na mnichów, które miało za zadanie zwieść ich z właściwej drogi i w zamian poprowadzić nad kraniec klifu Sidmouth. Zaklęcie przestało działać w ostatnim momencie, kiedy jeden z mnichów potknął się o kamień i zakrzyknął „Boże pobłogosław mą duszę!”.
Końcowo dzwony trafiły do Otteri. Zaklęcie jednak nie było złamane do końca. Każdego roku, jednego dnia w czerwcu pixie łapały jednego z dzwonników i zabierały do swojej jaskini. Mężczyzna mógł być uratowany tylko przez wikarego Ottery St. Mary. Tak każdego roku do dziś, owa legenda jest odgrywana w miasteczku, a także specjalnie na tę okazję jest budowana jaskinia wróżek na rynku (właściwą jaskinię można znaleźć nad brzegiem rzeki Otter).

## Pixie w kulturze

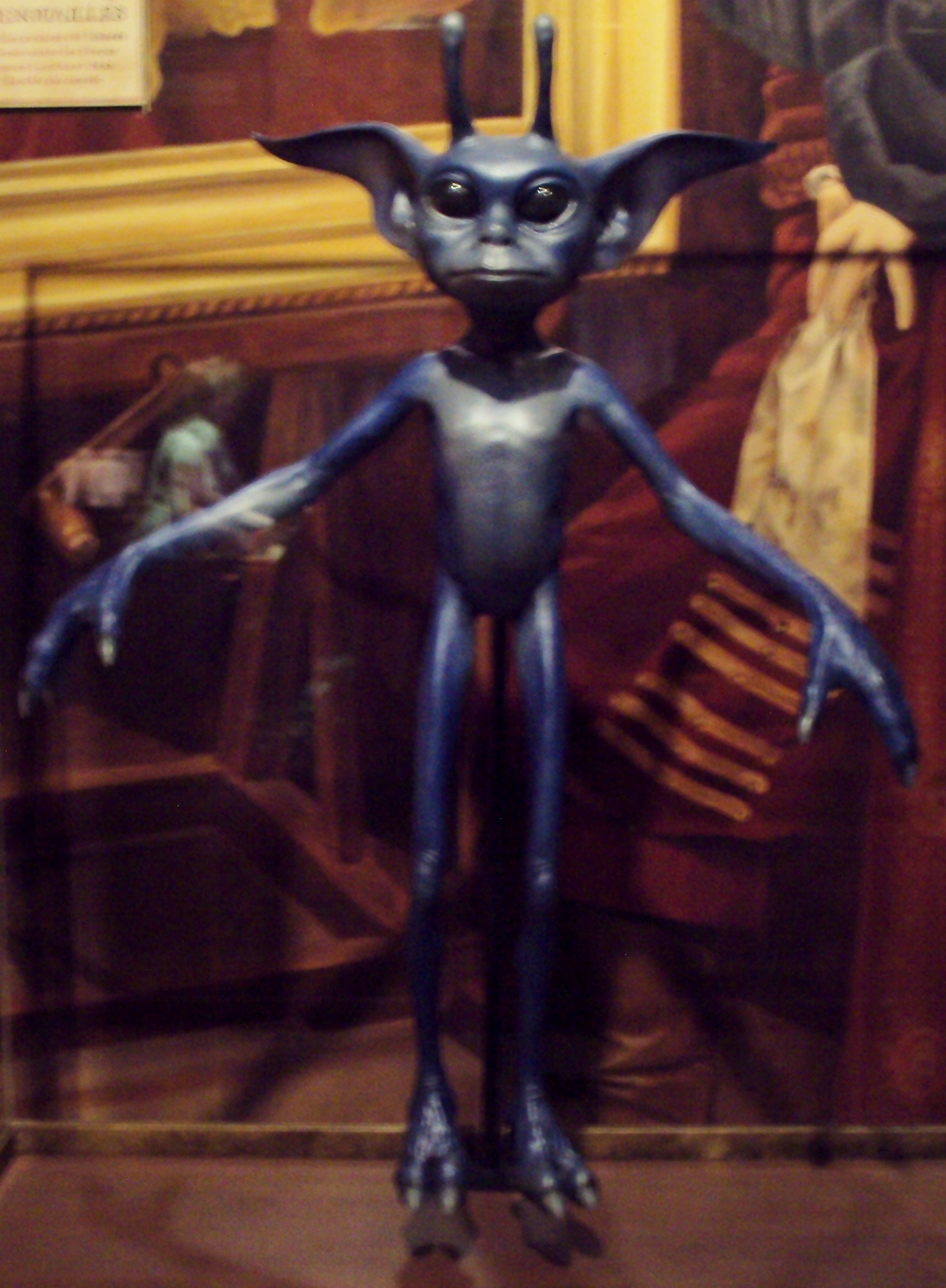

- W powieści J.K. Rowling pt. Harry Potter i Komnata Tajemnic Gilderoy Lockhart wypuszcza z klatki chmarę chochlików kornwalijskich (ang. pixie) w klasie, co ma na celu przygotować uczniów do ich późniejszego pokonania. W wersji Rowling, pixies mają ok. 30 cm wzrostu, są niebieskie i bardzo ruchliwe.
- W niektórych powieściach Terry’ego Pratchetta z cyklu Świat Dysku pojawiają się krasnoludki wzorowane na Piktach Pictsie.
- W powieściach Carrie Jones pt. Pragnienie, Zniewolenie, Oczarowanie pixy są przedstawione jako krwiożercze potwory o niebieskiej skórze i długich kłach, które mogą przybierać ludzką formę.
- W powieści Holly Black pt. Danina. Nowoczesna Baśń pixie przedstawione są jako zielone stworzenia wielkości człowieka, z dużymi skrzydłami i czarnymi oczami.
- W komiksach Marvela pojawia się kilka postaci o imieniu, lub przezwisku Pixie[12].